# Bistrica (Crna Trava)
Bistrica (cirill betűkkel Бистрица) egy falu Szerbiában, a Jablanicai körzetben, Crna Trava községben.

## Népesség
- 1948-ban 282 lakosa volt.
- 1953-ban 278 lakosa volt.
- 1961-ben 217 lakosa volt.
- 1971-ben 107 lakosa volt.
- 1981-ben 45 lakosa volt.
- 1991-ben 17 lakosa volt
- 2002-ben 8 lakosa volt,[1] akik mindannyian szerbek.[2]